# Skare
Skare (o Skarde) è un villaggio nella municipalità di Ullensvang in Norvegia con una popolazione di 328 abitanti .
Skare è una delle tante parole in norvegese che indicano la neve. In particolare quella caratterizzata dalla superficie ghiacciata a formare una crosta.